# Ментавайські острови
Ментавайські острови (індонез. Kepulauan Mentawai) — архіпелаг на заході Індонезії, за 150 км від західного узбережжя Суматри. Складається з приблизно 70 островів. Площа островів становить 6011,35 км². Найбільші острови — Сіберут (3828 км²), Сіпора, Північний Пагай і Південний Пагай. Суматру й Ментавайські острови роз'єднує Ментавайська протока. Далі на північ (північний захід) ланцюг островів продовжують острови Бату (індонез. Kepulauan Batu), Ніас, Сімьолуе, на південь (південний схід) — острів Енгано.
Населення Ментавайських островів становить 92 021 особа (за оцінками 2019 року). Населеними є лише 4 головних острови, решта використовується під насадження кокосової пальми та як тимчасовий притулок для рибалок. Близько 80 % населення становлять корінні жителі островів — ментавайці. Решта — недавні мігранти, переважно із Суматри та Яви (мінангкабау, яванці, батаки). Більшість із них становлять державні службовці та торговці. Економічно й політично на островах домінують мінангкабау.
Адміністративно Ментавайські острови є частиною провінції Західна Суматра, утворюють в її складі окремий округ Ментавайські Острови (індонез. Kabupaten Kepulauan Mentawai). Адміністративний центр — Туапейджат (індонез. Tuapeijat), розташований на острові Сіпора. Округ був утворений 1999 року, до цього Ментавайські острови були частиною округу Паданг-Парьяман (індонез. Kabupaten Padang Pariaman), основна частина якого розташована на острові Суматра.
На острові Сіпора є аеропорт, але він обслуговує лише чартерні рейси. Зазвичай сполучення із Суматрою здійснюється водним транспортом через острів Сіберут.
Клімат вологий, тропічний. Хоча великі площі лісів були розчищені під товарні культури, близько 60 % території острова Сіберут все ще вкрито первинним і вторинним тропічним лісом. На міжнародному рівні вважається, що острів має високу природоохоронну цінність через високий рівень ендемічної флори та фауни. Завдяки зусиллям Всесвітнього фонду дикої природи та ЮНЕСКО 1992 року було створено Національний парк Сіберут (індонез. Taman Nasional Siberut), який охоплює трохи менше половини острова. Серед рослин переважають великі дерева висотою 24—36 метрів, які утворюють лісовий намет. Найбільше серед них представників родини діптерокарпових (Dipterocarpus, Parashorea, Shorea і Dryobalanops), ростуть також дерева з родин Caesalpiniaceae (Koompasia, Sindora і Dialium), Burseraceae, Sapotaceae, Euphorbiaceae, Rubiaceae, Annonaceae, Lauraceae та Myristicaceae; трави зустрічаються рідко. Хоча цей невеликий екорегіон має бідну фауну ссавців, що складається лише з 44 видів, 17 видів є ендемічними, серед них 4 — примати: ментавайський лангур (Presbytis potenziani), сімакобу (Simias concolor), пагайська макака (Macaca pagensis), ментавайський гібон (Hylobates klossii).
Ментавайські острови відомі іноземним туристам як екзотичне місце, особливо популярне серед любителів серфінгу. З Паданга й Букіттінгі організуються туристичні тури на Сіберут для ознайомлення з традиційною ментавайською культурою.